# Vardanes I de Partia
Vardanes I de Partia fue un rey que gobernó sobre el Imperio parto desde aproximadamente 40 hasta 47. Sucedió a su padre Artabano II, pero debió luchar continuamente contra su rival Gotarces II.
Las monedas muestran que se encontraba en posesión absoluta del trono desde aproximadamente 40 a 47. En 43 forzó a la ciudad de Seleucia a someterse a los partos de nuevo, tras una rebelión de siete años. Ctesifonte, residencia de los reyes al este del Tigris y enfrentada a Seleucia, se vio beneficiada de manera natural por el resultado de la guerra, por lo que Vardanes es llamado «fundador de Ctesifonte» por Amiano Marcelino. Se preparó para la guerra contra el Imperio romano, con la intención de reconquistar Armenia, pero finalmente decidió no enfrentarse a las legiones romanas.
Consiguió un gran éxito ante los nómadas de Asia Central durante una nueva guerra contra Gotarces. De acuerdo a Tácito, fue temporalmente desposeído del trono por su hermano Gotarces, y huyó para refugiarse «en las llanuras de Bactria» (posiblemente los yuezhi que ocupaban Bactria en esa época). Recuperado el poder, dirigió una victoriosa campaña contra el ejército de dahe de Gotarces, empujándole hasta el río Sindes.
Es alabado por Tácito como un gobernante joven y muy agraciado, de gran energía, pero escaso en humanidad. Alrededor de 47 fue asesinado mientras cazaba, y Gotarces ascendió de nuevo al trono, gobernando en solitario hasta su muerte alrededor de 51.
Vardanes es mencionado también en vida de Apolonio de Tiana como benefactor de éste. Hacia 98, le envía cartas garantizándole un pasaje seguro hacia India, para que pudiera entrevistarse con el rey indo-parto del país, Fraotes:

Y con ello, le mostró una carta, escrita a tal efecto, y esto le dio la oportunidad de maravillarse de nuevo ante la humanidad y previsión de Vardanes. Pues había enviado la carta a la atención del sátrapa del Indo, aunque no se hallaba sujeto a su dominio. Y en ella, le recordaba el buen servicio que le había prestado, pero declaraba que no pediría recompensa alguna por los mismos, «pues no es mi costumbre pedir favores en compensación», decía. Sin embargo, se mostraría muy agradecido si el sátrapa diera la bienvenida a Apolonio y le enviara allá donde este deseara. Y le dio oro para su guía, para librar a Apolonio de buscar la generosidad de algún otro si se veía en necesidad
Filóstrato, Flavio, Vida de Apolonio de Tiana Libro II, 17